# Nieuw-Zeelandse fuut
De Nieuw-Zeelandse fuut (Poliocephalus rufopectus) is een vogelsoort uit de familie van de futen en komt voor op Nieuw-Zeeland. Het is een klein soort fuut die endemisch is in Nieuw-Zeeland.

## Kenmerken
De fuut is gemiddeld 29 cm lang, iets groter als een dodaars en iets kleiner als een geoorde fuut. De kop is donker, bijna zwart met zilverkleurige sierveertjes. De nek is van voren kastanjebruin evenals de borst.

## Verspreiding en leefgebied
De soort komt nu nog voornamelijk voor op het Noordereiland binnen een groot, maar sterk versnipperd areaal. Incidenteel zijn er dwaalgasten op het Zuidereiland en in 2012 was daar zelfs een broedgeval. De vogel broedt in zoetwaterplassen en kleine, ondiepe meertjes met grillig gevormde oevers die beschutting bieden.

## Status
De Nieuw-Zeelandse fuut heeft een versnipperd verspreidingsgebied en daardoor is de kans op uitsterven aanwezig. De grootte van de populatie werd in 2016 door BirdLife International geschat op  1900 tot 2000 individuen. Dit aantal is redelijk stabiel. Toch worden de populaties bedreigd door het uitdrogen of dichtgroeien van meertjes en plassen, de toenemende waterrecreatie en predatie door invasieve diersoorten als ratten. Om deze redenen staat deze soort als gevoelig op de Rode Lijst van de IUCN. In 2021 was het aantal individuen toegenomen tot tussen de 2000 en 4000, waardoor het als niet bedreigd werd opgenomen op de lijst. 